# Monasterio de Pantocrátor
El Monasterio de Pantokratoros (Μονή Παντοκράτορος) es un monasterio ortodoxo del Monte Athos, Grecia. Es el séptimo monasterio de la jerarquía de los monasterios de la Montaña Sagrada y está situado en la costa Este de la península.
El monasterio fue levantado a mediados del siglo XIV por dos oficiales bizantinos, Ioannis y Alexios, quienes, con la ayuda del emperador Juan V Paleólogo, transformaron la preexistente kelli (celda) con el mismo nombre en un monasterio. Está dedicado a la Transfiguración del Salvador que se celebra el 6 de agosto según el calendario gregoriano (el 19 de agosto según el calendario juliano).